# ناحیه سیدی علی
ناحیه سیدی علی (به عربی: دائرة سیدی علی) یک ناحیه در الجزایر است که در استان مستغانم واقع شده‌است.

## خصوصیات
ناحیه سیدی علی ۴۹٬۵۵۱ نفر جمعیت دارد.